# Na-ui P.S. partner
Na-ui P.S. partner (나의 P.S. 파트너?, Na-ui P.S. pateuneoLR, Naŭi P.S. patŭnŏMR; lett. "Il mio compagno di sesso telefonico", poiché "P.S." è abbreviazione di Phone Sex), conosciuto anche con il titolo internazionale Whatcha Wearin'? (lett. "Che stai indossando?") è un film del 2012 diretto da Byun Sung-hyun.

## Trama
Yoon-jung deve chiamare il proprio ragazzo, ma per errore compone il numero di un totale sconosciuto, Hyun-seung, finendo poi per fare con lui del sesso telefonico. In seguito i due si richiamano nuovamente, diventando amici e iniziando a raccontarsi a vicenda i propri problemi di coppia; la loro relazione infine si evolve, quando i due capiscono di essersi innamorati.

## Distribuzione
In Corea del Sud, la pellicola è stata distribuita a partire dal 6 dicembre 2012 da CJ Entertainment. La pellicola – vietata ai minori di 19 anni per il tema trattato – è stata un successo commerciale, raggiungendo un milione di spettatori in soli dieci giorni, superando così i primati stabiliti da pellicole quali Dal-kom, sal-beol-han yeon-in e Jje-jje-han romance.